# Lišane Ostrovičke
Lišane Ostrovičke falu és község Horvátországban Zára megyében. Közigazgatásilag Dobropoljci és Ostrovica települések tartoznak hozzá.

## Fekvése
Zárától légvonalban 45, közúton 55 km-re délkeletre, Šibeniktől légvonalban 29, közúton 43 km-re északnyugatra, Dalmácia északi részén, Ravni kotari tájegység keleti szélén, a Benkovac-Skradin főút és a Zára-Knin vasútvonal mentén fekszik.

## Története
Területe a középkorban az először 1198-ban említett Osztrovica várának uradalmához tartozott. Osztrovica a Bribiri grófok egyik vára volt, amelyet 1347-ben I. Lajos magyar király Zrin várával cserélt el. Osztrovica ezután királyi vár volt, a Bribiri grófok pedig új birtokuk neve után felvették a Zrínyi nevet és a későbbiekben a történelmi Magyarország egyik legjelentősebb családja lettek. A várat Klissza után a legerősebb várként tartották számon Dalmáciában. Jelentősége különösen azután nőtt meg, hogy 1522-ben Knin elesett. 1523-ban Osztrovicát is ostrom alá vette a török. A várat Karlovics János horvát bán védte, míg az ostromlók vezére Gázi Huszrev boszniai szandzsákbég volt. Eleste után egészen Vránáig nem maradt komolyabb erősség a török megállítására. A vár a 17. században a velencei-török háborúkban teljesen megsemmisült. Ezt követően nőtt meg Lišane Ostrovičke jelentősége, mely fokozatosan fontosabb településsé vált, mint a tőle délkeletre fekvő Ostrovica, majd 1735-től önálló plébánia székhelye is lett. Lišane, Vukšić, Bulić, Prović és Ostrovica települések tartoztak hozzá. A falu 1797-ig a Velencei Köztársaság része volt. Miután a francia seregek felszámolták a Velencei Köztársaságot a campo formiói béke értelmében osztrák csapatok szállták meg. 1806-ban a pozsonyi béke alapján az Első Francia Császárság Illír Tartományának része lett. 1815-ben a bécsi kongresszus újra Ausztriának adta, amely a Dalmát Királyság részeként Zárából igazgatta 1918-ig. A településnek 1857-ben 326, 1910-ben 687 lakosa volt. 1904-ben a plébánia közelében építették fel azt a házat, amelyben 1953-ig a falu iskolája működött. Az első világháború után előbb a Szerb-Horvát-Szlovén Királyság, majd Jugoszlávia része lett. A második világháború idején 1941-ben a szomszédos településekkel együtt Olaszország fennhatósága alá került. Az 1943. szeptemberi olasz kapituláció, majd a német megszállás után újra Jugoszlávia része lett. 1991-ben lakosságának 99 százaléka horvát nemzetiségű volt. 1991 szeptemberében a település szerb igazgatás alá került és a Krajinai Szerb Köztársaság része lett. A falut a szerbek szeptember 28-ig teljesen lerombolták, horvát lakossága Šibenikbe menekült, ahol legnagyobb részüket a Solaris üdülőfaluban szállásolták el. A faluban csupán 15, többnyire  idős személy maradt, akiket a szerbek kivégeztek. Rajtuk kívül még 12 helyi lakos lett a délszláv háború harcainak áldozata. 1995 augusztusában a Vihar hadművelet során foglalta vissza a horvát hadsereg. Ezután a helyiek nagyrészt visszatértek és mindent újjáépítettek. A falunak 2011-ben 583 lakosa volt, akik főként mezőgazdasággal és állattartással foglalkoztak.

## Lakosság
| Lakosság változása | Lakosság változása | Lakosság változása | Lakosság változása | Lakosság változása | Lakosság változása | Lakosság változása | Lakosság változása | Lakosság változása | Lakosság változása | Lakosság változása | Lakosság változása | Lakosság változása | Lakosság változása | Lakosság változása | Lakosság változása |
| ------------------ | ------------------ | ------------------ | ------------------ | ------------------ | ------------------ | ------------------ | ------------------ | ------------------ | ------------------ | ------------------ | ------------------ | ------------------ | ------------------ | ------------------ | ------------------ |
| 1857               | 1869               | 1880               | 1890               | 1900               | 1910               | 1921               | 1931               | 1948               | 1953               | 1961               | 1971               | 1981               | 1991               | 2001               | 2011               |
| 326                | 752                | 453                | 498                | 530                | 687                | 908                | 811                | 924                | 1.007              | 1.046              | 1.062              | 980                | 892                | 680                | 583                |

## Nevezetességei
- Osztrovica várának romja a falutól északkeletre emelkedő „Gradina” nevű várhegyen található. A várat valószínűleg a Zrínyiek ősei a Bribiri grófok építették a 12. század végén. 1347-ben Nagy Lajos király Zrin várával cserélte el, attól fogva királyi vár volt. 1523-ban a török ostrommal foglalta el. A 17. században a velencei–török háborúkban teljesen megsemmisült. A várba ma közvetlen út nem vezet, így azt csak hegymászással lehet megközelíteni. A vár a maradványok alapján ovális alaprajzú lehetett és valószínűleg három részből állt. A nyugati részen volt az alsóvár, ahol egy  ciszterna is található. A vár középső része a központi sziklatömb keleti oldalán volt. Ebből mára egy négyszög alaprajzú sziklába vágott helyiség alapjai, valamint egy árok nyoma figyelhető meg. A vár kapuja északon lehetett, ennek sziklába vágott nyomai ma is láthatók. Más falmaradványnak ma már nyomát sem látni.
- Tavelics Szent Miklós tiszteletére szentelt plébániatemploma 1975 és 1977 között épült Vinko Galić építész tervei szerint. Felszentelése 1978-ban történt. A nyolcszög alaprajzú épület kőtömbökből és betonból épült. Építéséhez a helyiek adományai mellett a spliti ferences rendtartomány is jelentősen hozzájárult. A délszláv háború idején a szerb felkelők aláaknázták és felrobbantották. Alapjain 1996 július 17-én kezdték meg az új templom építését, mely 2003-ban fejeződött be. A harangtorony a rendtartomány és a rottenbrugi érsekség által küldött adományokból épült.[3]
- Az egykori plébániaházat 1722-23-ban építették, azonban ez idővel tönkrement. Ezért 1854-ben újat kellett építeni, amely a II. világháború során 1944-ben leégett. Ekkor égtek el a plébánia régi anyakönyvei is. 1953-tól a plébános a régi iskolaépületben lakott. A mai plébániaház 1997-ben épült a délszláv háború során lerombolt épület helyett. 1976-tól a plébánia szolgálatát a šibeniki ferences nővérek segítik.[3]